# Titoisme
Titoisme er en sideform af kommunismen opkaldt efter Jugoslaviens leder Josip Broz Tito. Betegnelsen bruges mest til at beskrive den tilstand, der var i Jugoslavien, efter Tito i 1948 havde besluttet sig for at knytte stærkere bånd til den alliancefrie bevægelse og ikke tage imod direkte ordre fra Kreml. Titoismen er også kendt for decentral centralisme, der er en økonomisk styreform hvor en blanding af staten og kooperativer finder sted.